# Friesia (bướm đêm)
Friesia  là một chi bướm đêm thuộc họ Erebidae.